# Tadeusz Mazurkiewicz
Tadeusz Mazurkiewicz (ur. 30 września 1887 w Dąbrowie Górniczej, zm. 18 lipca 1968 w Warszawie) – polski dyrygent, dyrektor teatrów, poseł na Sejm w II RP II kadencji, prezes Związku Artystów Scen Polskich w latach 1924-1926, kierownik muzyczny Polskiego Radia 1933-1934

## Życiorys
W 1905 brał udział w strajku szkolnym. W 1906 ukończył warszawskie gimnazjum realne i Szkołę Muzyczną przy WTM. W 1910 uzyskał dyplom Królewskiego Konserwatorium Muzycznego w Lipsku (fortepian i dyrygentura, studiował też filozofię na tamtejszym uniwersytecie. Z ramienia lipskiej organizacji PPS w 1908 brał udział w zjeździe Polskiej Partii Socjalistycznej – Frakcji Rewolucyjnej w Zakopanem. Po powrocie do Polski kierował Towarzystwem Muzycznym w Piotrkowie i uczył gry fortepianowej w szkole muzycznej przy Towarzystwie im. Chopina w Łodzi. W latach 1912–1915 sprawował funkcję dyrektora Towarzystwa Śpiewaczego "Lutnia" w Łodzi. W grudniu 1915 stanął na czele pierwszej w historii miasta Łódzkiej Orkiestry Filharmonicznej. W sezonie 1916/1917 został kapelmistrzem warszawskiego Teatru Wielkiego. Debiutował w tej roli dyrygując Walkirią Richarda Wagnera 21 grudnia 1916. W niepodległej Polsce pracował jako sekretarz poselstwa w Konstantynopolu (w 1919) i szef Wydziału Konsularnego poselstwa w Sofii. W latach 1923–1925 ponownie dyrygował orkiestrą Teatru Wielkiego. Od 1925 do 1932 był prezesem Związku Muzyków, w latach 1924-1926 - prezesem Związku Artystów Scen Polskich. Założył schronisko dla aktorów-weteranów w Skolimowie. Latem 1927 dyrygował orkiestrą w Ciechocinku. Od 1928 był sprawozdawcą muzycznym Epoki. Był posłem na Sejm II kadencji z listy BBWR z okręgu wyborczego nr 20 (Kielce). Zasiadał w Komisji Spraw Zagranicznych. W 1929 został członkiem Wielkiej Loży Narodowej Polski.
Od stycznia 1932 pełnił funkcję dyrektora artystycznego Teatru Wielkiego (od lipca 1932 do grudnia 1934 razem z Zygmuntem Mossoczym). Od kwietnia 1933 do grudnia 1934 był kierownikiem muzycznym Polskiego Radia. Dyrygował gościnnie m.in. w Sofii (1921), Palermo, Trieście (1922), Gdańsku, Zakopanem (1931). Drugą wojnę światową przeżył w Warszawie nauczając prywatnie muzyki. 15 marca 1944 dyrygował Cyrulikiem sewilskim na inaugurację Teatru Powszechnego w Krakowie. W 1945 był inspektorem orkiestr kolejowych w Ministerstwie Komunikacji. Od 1945 do 1949 pracował jako dyrygent Sceny Muzyczno-Operowej Miejskich Teatrów Dramatycznych w Warszawie, a od 1949 - Państwowej Opery i Filharmonii, a jednocześnie orkiestry Warszawskiego Towarzystwa Muzycznego (do 1950). Od 1951 był korepetytorem solistów Opery warszawskiej. Przeszedł na emeryturę w 1958. W PRL należał do SD. Był odznaczony Krzyżem Oficerskim Orderu Odrodzenia Polski.
Pochowany na cmentarzu Powązki Wojskowe w Warszawie (kwatera B15-1-21).

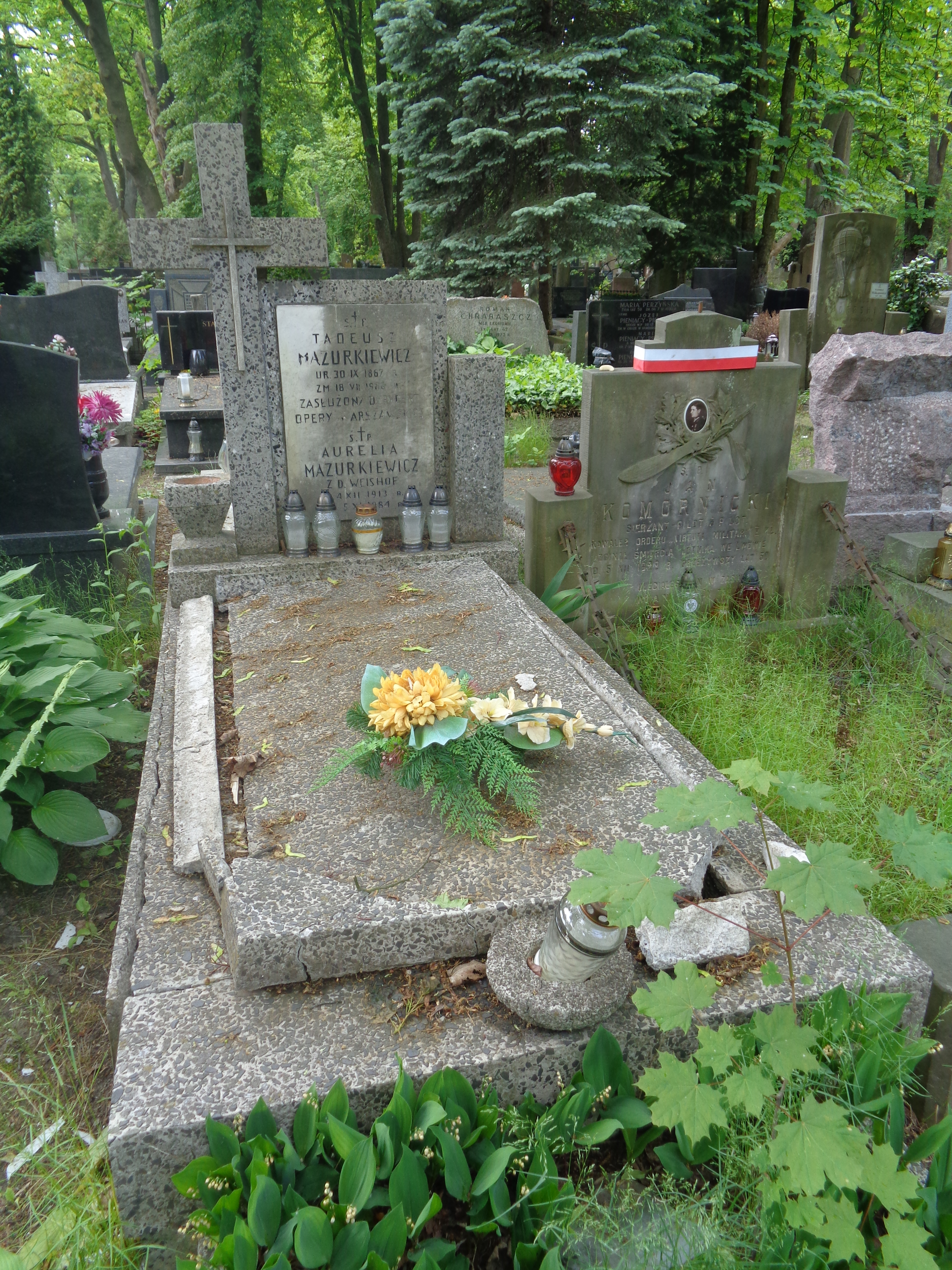
Grób Tadeusza Mazurkiewicza na Powązkach Wojskowych

## Nagrody i odznaczenia
- Krzyż Niepodległości (1933)
- Krzyż Oficerski Orderu Odrodzenia Polski (1938 i 1956)
- Złoty Krzyż Zasługi (1934)
- Krzyż Oficerski Orderu Korony Włoch
- Krzyż Oficerski i Kawalerski Orderu Św. Aleksandra
- Order Danebroga